# Petite Église
Petite Église („Kleine Kirche“) ist eine Sammelbezeichnung für katholische Gemeinschaften, die sich im französischen Sprachraum aus der konservativen Opposition gegen das Konkordat von 1801 entwickelten und außerhalb der Kirchengemeinschaft mit dem Papst von Rom verblieben sind.

## Ursprung
Die mit dem Konkordat zwischen Bonaparte und Papst Pius VII. vom 11. Juli 1801 sowie den staatlich-französischen Organischen Artikeln von 1802 erfolgte Reorganisation der katholischen Kirche nach der Französischen Revolution stieß innerhalb des französischen Katholizismus auf Widerstand, der nachhaltig ermutigt wurde durch manche der in das Ausland emigrierten Bischöfe des Ancien Régime, die ihren von Pius VII. geforderten Amtsverzicht verweigerten.
Der Widerstand konzentrierte sich auf zwei Gebiete, einerseits den Westen (Deux-Sèvres, Vendée, Maine-et-Loire, Morbihan, Sarthe) und Nordwesten (Normandie) Frankreichs und Belgien, andererseits den Südosten (Region von Lyon, Isère, Hautes-Alpes, Provence). Eine propagandistisch aktive Zelle wirkte in London.
Motive der Opposition waren Anhänglichkeit gegenüber dem hingerichteten König, den Bischöfen und Priestern, die während der Revolution Papst und Kirche die Treue gehalten hatten, vor allem aber der Eindruck, im Gefolge des Konkordats werde die ererbte katholische Religion durch Neuerungen verändert, so durch Abschaffung oder Verlegung von Festen (z. B. Fronleichnam) sowie Auflösung historischer Diözesen und Pfarreien.
Vor allem im Gebiet um Lyon wurde der hier durch Jansenisten geprägte Widerstand durch Berichte von Visionen und Privatoffenbarungen gestärkt und gegen den Papst gewendet. In manchen Kreisen  galt Papst Pius VII. wegen des Konkordats als Schismatiker und Häretiker, die Kathedra Petri daher als seit 1801 vakant (vgl. den heutigen Sedisvakantismus).

## Entwicklung
Die rund vierzig antikonkordatären Gruppen zählten Anfang des 19. Jahrhunderts einige 100.000 Mitglieder. Mit der Restauration unterwarfen sich nahezu alle noch lebenden Bischöfe des Widerstandes der päpstlichen Aufforderung zum Amtsverzicht. Auch die einzige Ausnahme, Alexandre Lauzières de Thémines, Bischof von Blois, ordinierte weder Priester noch einen Bischof. Daher starb der Klerus innerhalb der Dissidentengruppen mit der Zeit aus, und die Anwerbung abgefallener Priester der Großkirche enttäuschte die Erwartungen. Daraus folgten um 1840: (a) die Errichtung von Kirchenleitungen in der Hand von Laien, (b) die Organisation katholischer Gottesdienste ohne Priester. Ein Versuch der Union mit der nicht an Rom gebundenen „Roomsch Katholieke Kerk van de Oud-Bisschoppelijke Clerezie“ in Utrecht scheiterte um 1850. Ein Appell an das Vaticanum I, das durch Pius VII. begangene Unrecht zu heilen, blieb ohne Reaktion. In den 1950er Jahren bemühte sich im Auftrag Papst Pius XII. der aus China ausgewiesene französische Missionsbischof Alexandre Derouineau (* 1898, † 1973) mit mäßigem Erfolg um die Rekonziliation der Dissidenten. Im Gefolge des 2. Vatikanums nahm eine kleine Gruppe (150–200 Gläubige) die volle Gemeinschaft mit dem Papst in Rom wieder auf. Der Petite Église werden heute 10.000 bis 20.000 Mitglieder zugerechnet. Genaue Zahlen sind unbekannt.

## Stevenisten
Die belgische Petite Église Apostolique der „Stevenisten“ geht auf eine antirevolutionäre Gruppe um den Kanoniker Corneille Stevens zurück. Nachdem dieser sich 1814 mit der römisch-katholischen Kirche versöhnte, übernahmen die Priester Gilles-François Theys (bis 1816) und Philippe Winnepenninckx (1820–1837) die Leitung, danach der von der gallikanischen „Église Catholique Française“ des Ferdinand François Châtel (1795–1857) entsandte Bischof Julien Lerousseau. Ab 1866 wurde die Stevenisten-Gemeinschaft vom „Père spirituel“ (= Geistlicher Vater), einem Laien, geleitet. Ein 1957 durch Papst Pius XII. unternommener Rekonziliationsversuch unter Beauftragung eines besonderen Seelsorgers, Titularbischof Louis Marin von Enos, erreichte sein Ziel nicht, verstärkte aber den Wunsch, alle Sakramente, besonders die Eucharistie, wieder feiern und empfangen zu können. Der 13. Père spirituel, Aimé Bausier, ließ sich 1969 zum Priester und 1971 zum Bischof weihen durch Charles Brearley, Erzbischof-Primas der Alt-Katholischen Kirche von England, die auf Arnold Harris Mathew zurückgeht und nicht der Utrechter Union angehört. Bausier erteilte 1979 die Bischofsweihe dem heutigen Bischof, Christian Vestraet. Um den Anschluss an den Alt-Katholizismus zu dokumentieren, nennt sich die Kirche jetzt Petite Église Apostolique Vieille Catholique bzw. Kleine Apostolische Oud-Katholieke Kerk van België. Bischof Christian Vestraet, 14. Père spirituel,  weihte am 25. April 2004 Jean Ndjewel zum Bischof-Superior der seit 2000 in Kamerun tätigen „Congregation des Pères Stévennistes“, der seinerseits am 24. November 2007 dem Mitglied seiner Kongregation Bernard Mengoumou die Bischofsweihe erteilte.
In Gits und Leerbeek bestehen weiterhin Gruppen priesterloser „Stevenisten“ mit Gottesdiensten nach Art und im Geist der historischen Petite Église.

## Weblink
- Het Stevenisme